# Бреслауэр, Христиан
Христиан Бреслауэр (пол. Chrystian Breslauer; 12 января 1802, Варшава — 10 августа 1882, там же) — польский художник-пейзажист, профессор живописи.

## Биография
Христиан Бреслауэр учился живописи начал в Варшаве, продолжил обучение в Берлине и Дюссельдорфе у Иоганна Вильгельма Ширмера, затем совершил путешествие по городам Германии , Франции, Австрии, Скандинавии, посетил Италию. 
Во время этих путешествий познакомился с различными художественными течениями, изучил разнообразные типы природных ландшафтов. В 1845 году вернулся в Варшаву. Работал преподавателем живописи в Варшавской школе изящных искусств и рисовальной школе (1865—1868 гг.). Имел многочисленных учеников.
Созданные художником пейзажи получили высокую оценку специалистов и любителей живописи. В сороковых годах XIX ст. Христиан Бреслауэр получил несколько золотых медалей за свои картины.
Пейзажи Бреслауэра отмечены романтическим настроением, отсутствием стаффажа, детальностью проработки картин. Несмотря на явную тенденцию к идеализации природы, автор был сторонником пленэра. В его произведениях чувствуется влияние мастеров дюссельдорфской школы и некоторых скандинавских художников.
В настоящее время его работы находятся в Национальном музее Варшавы и многих других музеях Европы.